# Soledad (Californie)
Pour les articles homonymes, voir Soledad.
Soledad est une ville du comté de Monterey, en Californie (États-Unis).

## Situation
Soledad est située à environ 25 milles (40 km) au sud-est de Salinas et possède une altitude moyenne de 58 m.

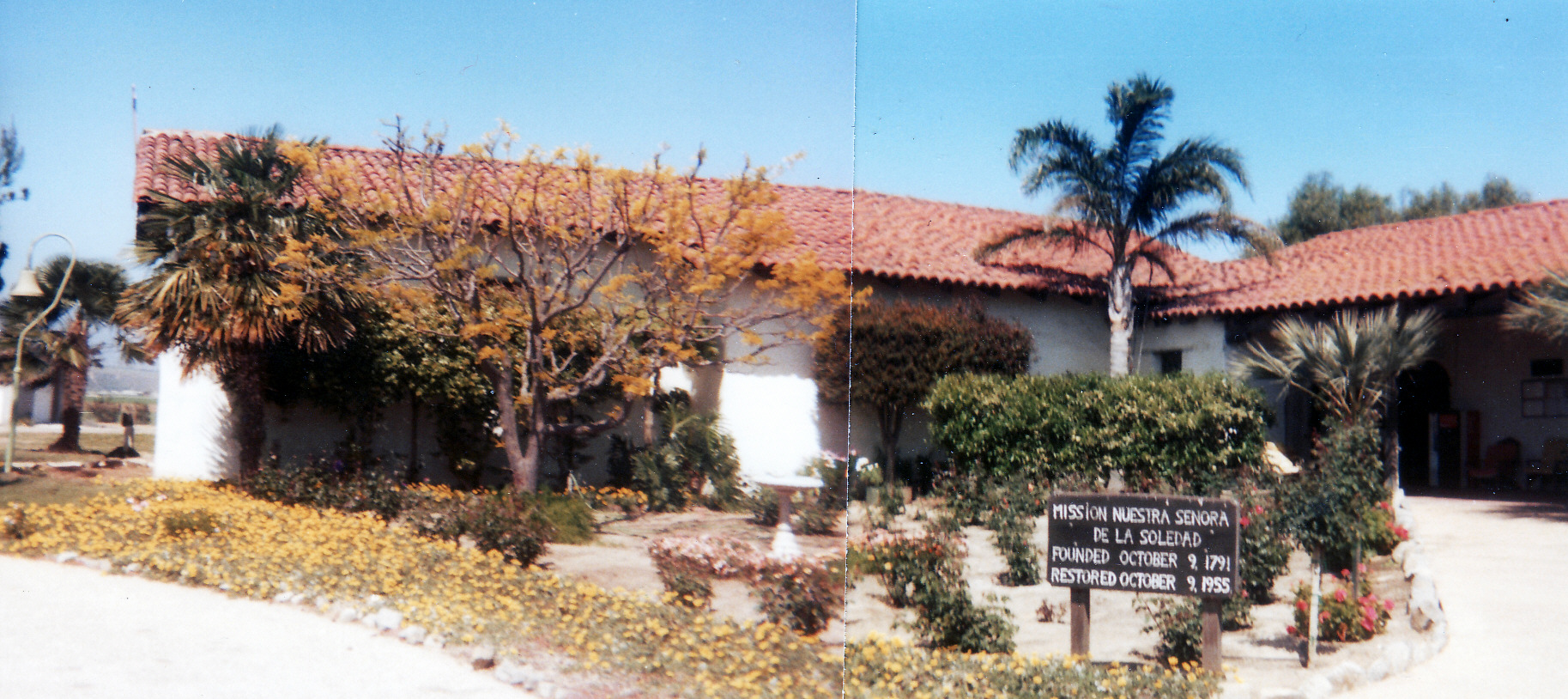
La mission Nuestra Señora de la Soledad des franciscains espagnols est située directement au sud de la localité.

La ville est située près de la mission Nuestra Señora de la Soledad (en), une mission espagnole fondée le 9 octobre 1791 par Fermín Francisco de Lasuén et dédiée à Notre-Dame de la Solitude (en), d'où la ville tire son nom.
Soledad est située au cœur de la vallée de la Salinas, l'une des régions les plus productives de Californie au niveau de l'agriculture.

## Histoire
La tribu Chalon de la nation Ohlone des Californiens indigènes habite la région de Soledad depuis des milliers d'années. Les sources chaudes de Paraíso, à l'ouest de Soledad, ont longtemps été utilisées par les Chalon.
L'histoire de Soledad en tant que colonie a commencé en 1791, lorsque les Espagnols ont fondé la Mission Nuestra Señora de la Soledad, sous la direction du Padre Fermín Lasuén. Outre les Espagnols et les Chalon, les Esselen et les Yokuts ont fini par s'installer à Soledad.Cependant, contrairement à de nombreuses autres missions en Californie, Soledad ne s'est pas développée initialement en une ville en dehors de la mission.
Le célèbre artiste Esteban Munrás est arrivé dans la région dans les années 1820, avec sa femme Catalina Munrás. Le gouverneur José Castro lui a accordé le Rancho San Vicente en 1835, mais lui et sa famille ont résidé à Monterey jusqu'à sa mort en 1850. Sur son lit de mort, Munrás fait part de ses dernières volontés à sa femme Catalina : qu'elle ne vende pas le Rancho San Vicente, mais qu'elle le conserve et y développe une ville le moment venu.
Catalina Munrás a commencé à subdiviser le rancho et à développer une ville dans les années 1860, et a fait don de terrains pour la construction d'une école, d'une église et d'un cimetière. Elle a ensuite accordé le droit de passage à la Southern Pacific Railroad en 1872, qui a établi une station à Soledad, permettant à la ville de devenir un centre agricole.
L'Adobe Los Coches, construite dans les années 1840, est devenue une halte populaire pour les personnes voyageant sur les trains du Southern Pacific entre Los Angeles et San Francisco.
Le bureau de poste de Soledad a ouvert en 1869[9]. Le Township of Soledad a été créé le 6 février 1876 par le conseil des superviseurs du comté de Monterey, faisant de la colonie une ville officielle. En 1921, Soledad s'est constituée en ville[9].
En 1898, Fort Romie a été fondé juste à l'ouest de Soledad, mais fait aujourd'hui partie de la communauté de Soledad. Au début des années 1900, les sources chaudes de Paraíso sont devenues un lieu de villégiature populaire pour les voyageurs des trains de la Southern Pacific[10].
Soledad est utilisée comme toile de fond dans Des souris et des hommes, le roman de John Steinbeck paru en 1937, qui raconte l'amitié de deux hommes qui trouvent du travail dans une ferme de la vallée de la Salinas.

## Démographie
On y compte 25 738 habitants selon le recensement des États-Unis de 2010.
| 1880 | 1890 | 1930 | 1940 | 1950  | 1960  |
| ---- | ---- | ---- | ---- | ----- | ----- |
| 136  | 217  | 594  | 861  | 2 441 | 2 837 |

| 1970  | 1980  | 1990  | 2000   | 2010   | - |
| ----- | ----- | ----- | ------ | ------ | - |
| 4 222 | 5 928 | 7 146 | 11 263 | 25 738 | - |